# Didi Bruckmayr

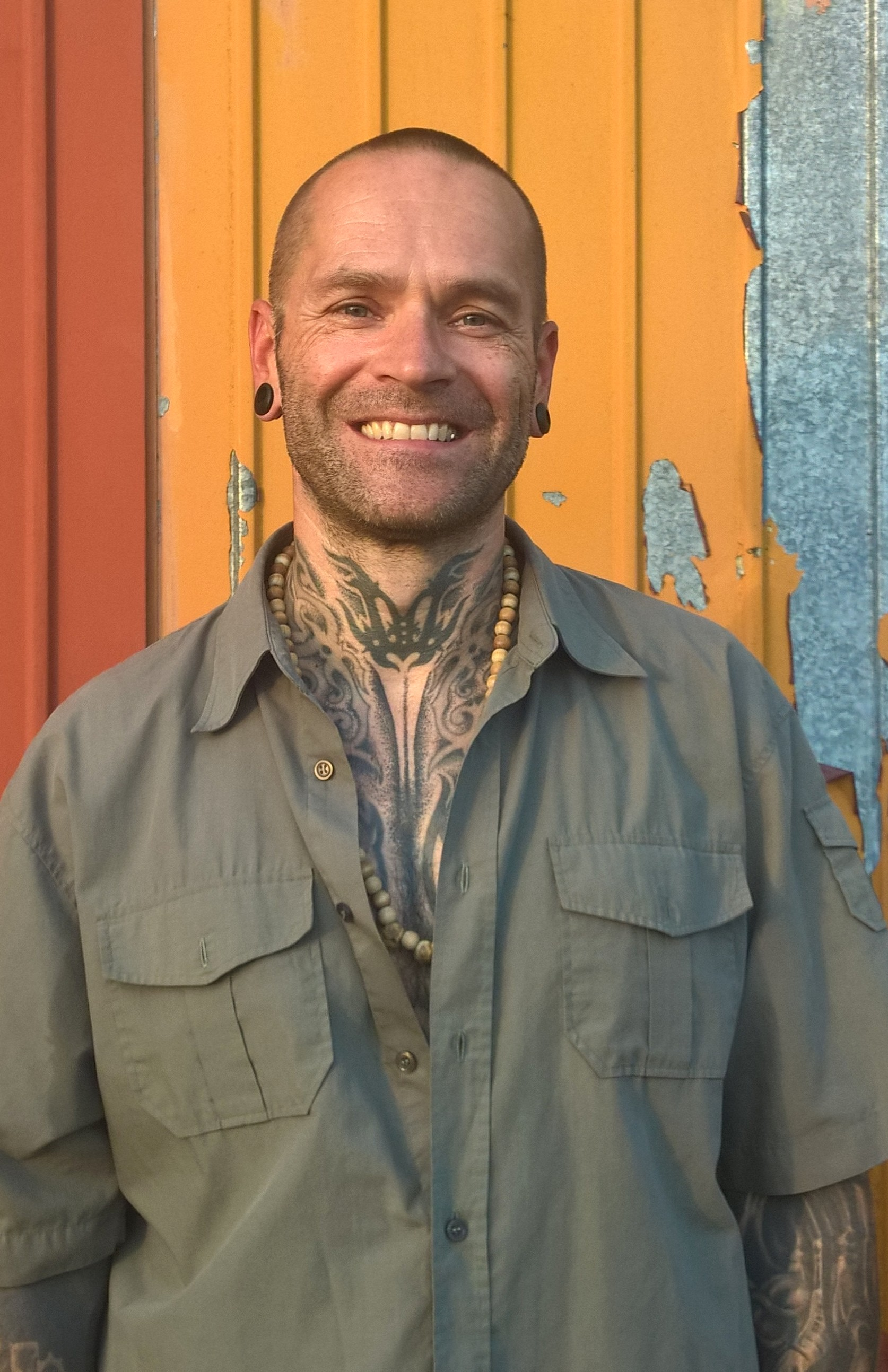
Didi Bruckmayr (2016)

Dietmar „Didi“ Bruckmayr (* 5. April 1966 in Linz, Oberösterreich) ist ein österreichischer Sänger, Musiker und Performancekünstler. Im Jahr 2008 war er für den FM4 Award, der im Rahmen der Amadeus Austrian Music Award verliehen wird, nominiert.

## Leben
Bruckmayr studierte Handelswissenschaften an der Wirtschaftsuniversität Wien und promovierte an der Universität Linz. Er war Mitarbeiter am Großprojekt Fürsorgepolitik in Österreich von 1848-1948, saß in der Historikerkommission und hält in Jugendzentren Vorträge über die nationalsozialistische Fürsorgepolitik. 
1985 gründete er die Punkband Dead Souls, aus der sich 1988 Fuckhead entwickelte, wo er als Sänger und Frontmann agierte. Weiters war der ganzkörpertätowierte Künstler oberösterreichischer Landesmeister im Amateurboxen von 2000. Gemeinsam mit Peter Androsch und Bernd Preinfalk bildet er die Band Dr. Didi.

## Diskografie
Alben
- 2006: A Little Warning From The Pimps (monkey music/Universal Music)